# Amber Valley
Amber Valley é um distrito do governo local e município em Derbyshire, Inglaterra. Ela leva o seu nome do rio Amber e cobre uma área semi-rural com uma série de pequenas cidades anteriormente em torno de mineração de carvão e de engenharia. O círculo eleitoral parlamentar de Amber Valley abrange uma área similar.